# Kemenate Ziegenrück

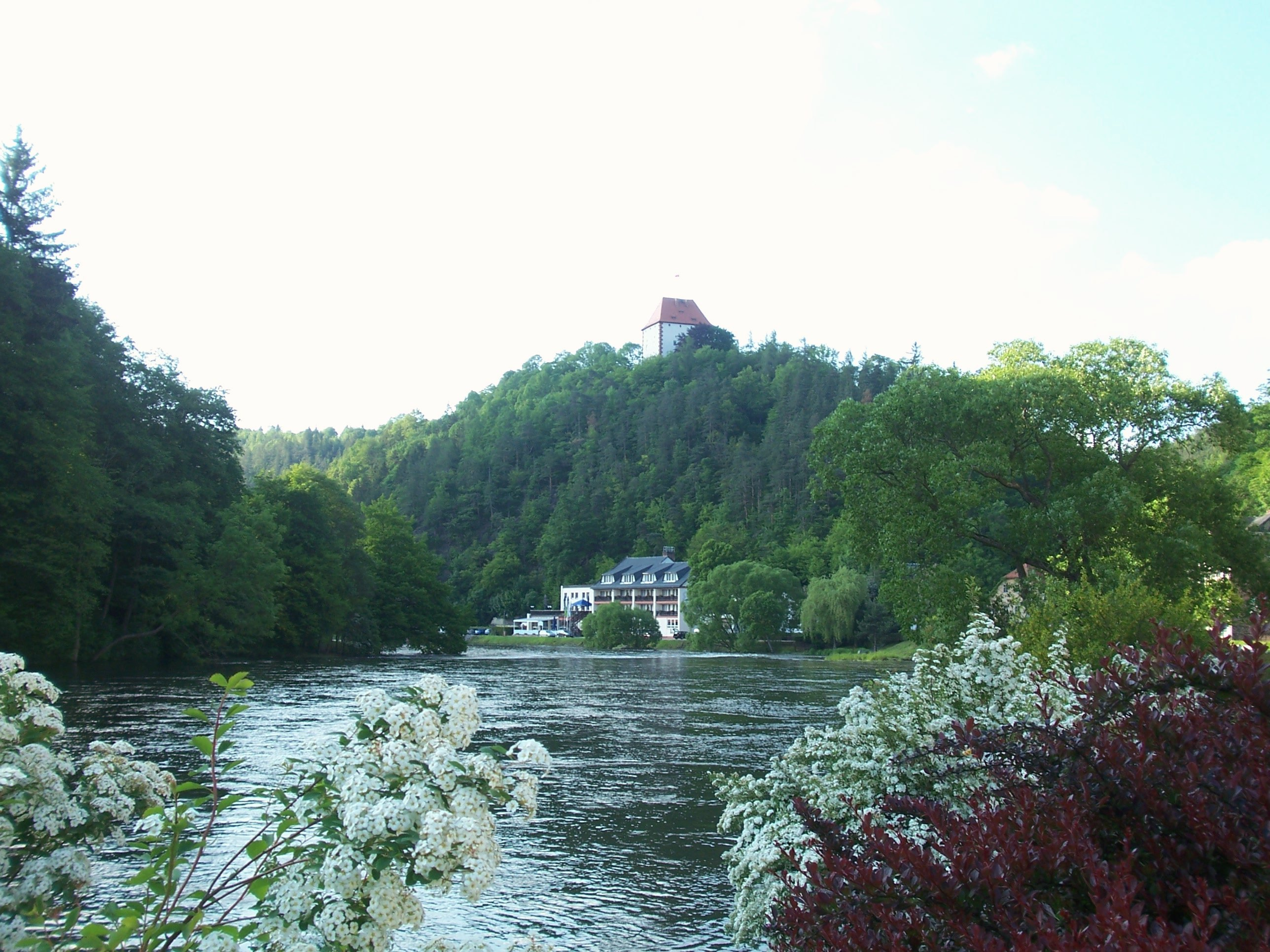
Die Kemenate über der Saale in Ziegenrück

Die Kemenate Ziegenrück liegt in Ziegenrück im Saale-Orla-Kreis. Ziegenrück gehört zu der Sonderform der Kemenaten, die sich im Bereich der oberen Saale-Elster-Linie befinden.

## Lage
Die ehemalige Ansiedlung der Burg Ziegenrück und die spätere Stadt liegt im tief eingeschnittenen Tal der mäandernden Saale zwischen Bleilochtalsperre flussaufwärts und dem Hohenwarte-Stausee flussabwärts. Damals schlängelte sich die Saale fast unberührt zwischen Burgk bis zur Ansiedlung Ziegenrück und weiter zwischen bewaldeten Bergen, Wiesen und auch Feldern. Die ehemalige weiter nördlich befindliche Wasserburg Sornitz der Wüstung Sornitz (Moxa) war wahrscheinlich eine Vorburg der Burg Ziegenrück.
Oberhalb nördlich der Ansiedlung Ziegenrück liegt die Kemenate Ziegenrück. Sie war die Kemenate der ehemaligen Burg Ziegenrück. Die Burg lag strategisch günstig auf einem Felssporn hoch über dem Ort und der Saale zwischen Dreba- und Sornitztal mit extremen Steilhängen nach drei Seiten. Gräben teilten die Anlage in drei Abschnitte und sicherten den Zufahrtsweg zur Burg. Die ersten beiden Gräben sind noch vorhanden.

## Bauwerke

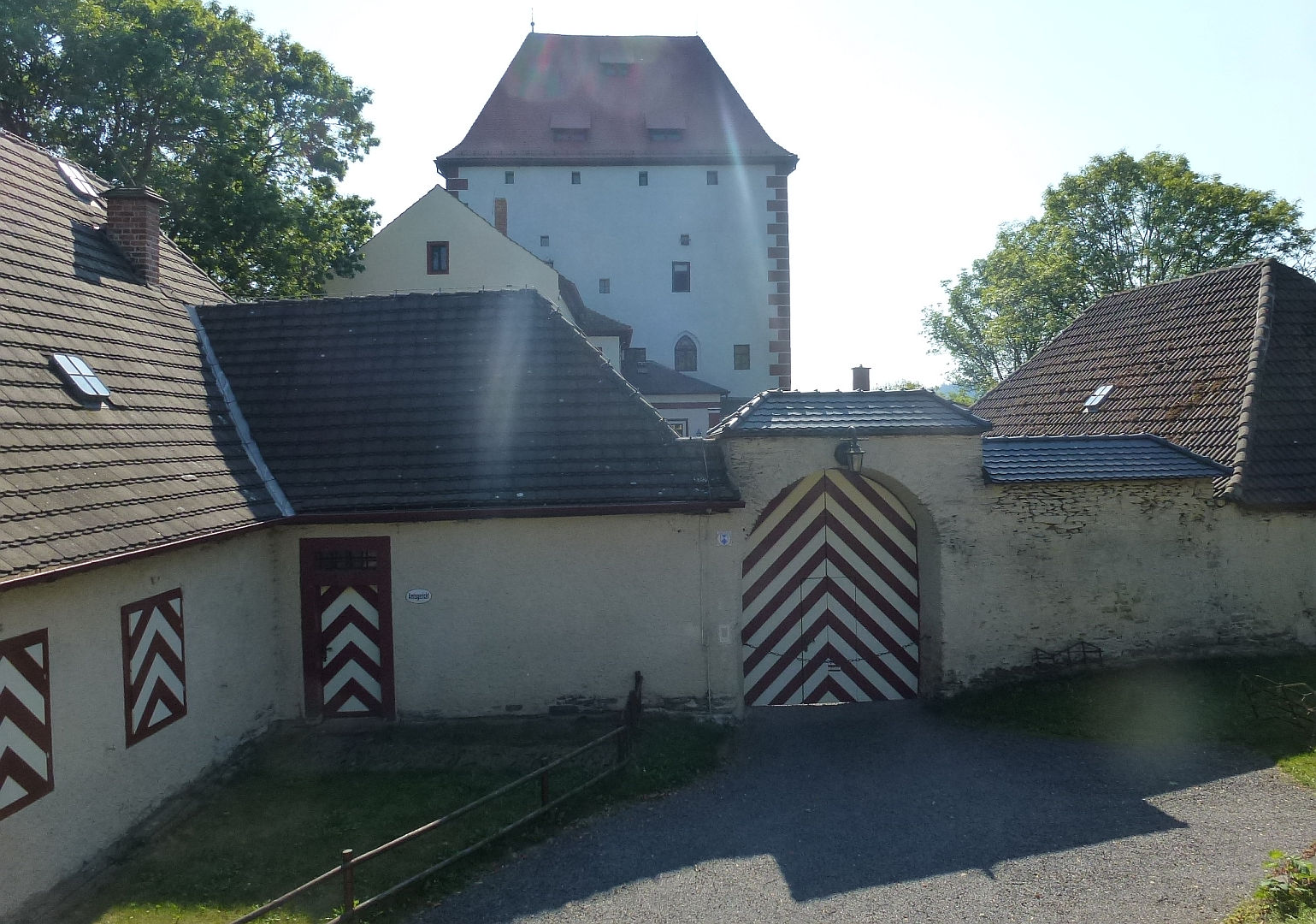
Burganlage

Das Wohnhaus, die Kemenate, ist aus dem 15. Jahrhundert und hat eine Grundfläche von 17 m × 13 m und eine Höhe von 20 Metern. Die Mauerdicke beträgt 1,6 bis 1,8 Meter. Im Gebäude sind ein Keller und vier Geschosse eingebaut. Die Fenster sind ungleichmäßig verteilt und unter dem Dach sind gleichmäßige Schießscharten angebracht. Der Wohnturm Ziegenrück hat im Saaletal in der Kemenate Reinstädt und der Kemenate Orlamünde noch Geschwister. Es sind seltene und gut erhaltene Beispiele für Thüringer Breitwohntürme. Der Bergfried besaß einen Durchmesser von 10 Metern und wurde 1775 abgebrochen. Die Umrisse der Grundmauern sind noch zu erkennen.

## Geschichte
Die Burg gehörte zum Reichsgutkomplex Saalfeld und wurde 1222 genannt. Sie lag strategisch günstig auf einem Felssporn hoch über der Saale zwischen dem Dreba- und dem Sornitztal und diente der Überwachung und Sicherung des Flussübergangs der Saale für die damalige Straße von Nord nach Süd. Der Felssporn hat auf drei Seiten Steilhänge und besaß Gräben, die die Anlage in Abschnitte teilte.
Besitzer waren die Grafen von Orlamünde. Anfang des 14. Jahrhunderts ging sie an den Landgrafen von Thüringen. Vorübergehend war auch der Vogt Heinrich II. Reuß von Plauen Eigner. Ministerialen auf der Burg waren seit Ende des 13. Jahrhunderts die Herren von Obernitz. 1448 verkaufte Herzog Wilhelm von Sachsen Stadt und Schloss Ziegenrück wiederverkäuflich (pfandweise) für 2000 Gulden an Veit von Obernitz. Hans von Obernitz kaufte 1455 von Heinrich dem Jüngeren von Reuß zu Plauen Burg Voigtsberg samt Amt und Vogtei Vogtsberg mit den Städten Oelsnitz, Adorf und Neukirchen.
1485 gelangte die Burg an die ernestinische Linie der Wettiner und war Amtssitz. Nach mehrfachen Bränden wurde die Burg im 18. und 19. Jahrhundert teilweise abgebrochen und umgebaut. Lange Zeit diente sie als Jugendherberge. Jetzt ist ein Hotel im Gespräch.